# Aspidosiphon fischeri
Aspidosiphon fischeri är en stjärnmaskart som beskrevs av ten Broeke 1925. Aspidosiphon fischeri ingår i släktet Aspidosiphon och familjen Aspidosiphonidae. Inga underarter finns listade i Catalogue of Life.